# NGC 3595
NGC 3595 (również PGC 34325 lub UGC 6280) – galaktyka soczewkowata (SB0), znajdująca się w gwiazdozbiorze Wielkiej Niedźwiedzicy. Odkrył ją William Herschel 5 lutego 1788 roku.